# Champ récepteur

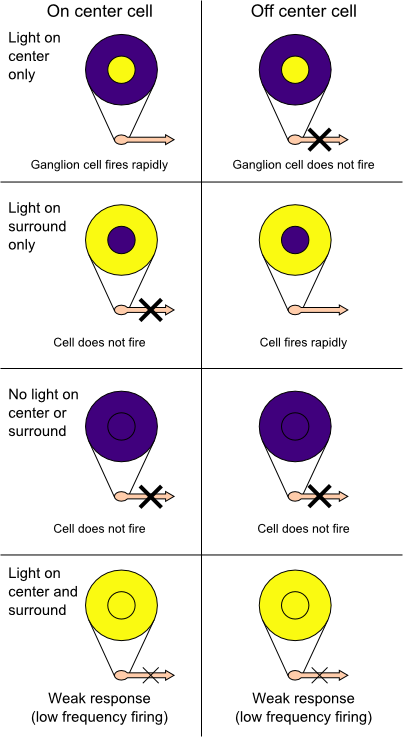
Une cellule ganglionnaire de la rétine à centre ON et à pourtour OFF répond de manière opposée à la lumière au centre et au pourtour de leurs champs récepteurs. Une réponse forte se déclenche à haute fréquence, une réponse faible se déclenche à faible fréquence, et aucune réponse signifie qu'aucun potentiel d'action ne s'est déclenché.

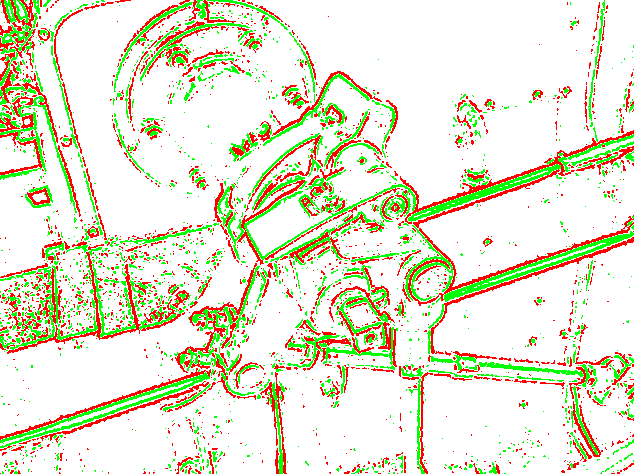
Simulation par ordinateur utilisant les champs récepteurs rétiniens. La stimulation au centre ON et au centre OFF est représentée respectivement en rouge et en vert.

Le champ récepteur d'un neurone sensoriel ou d'un neurone sensitif est le volume de l'espace qui modifie la réponse de ce neurone, quand un stimulus suffisamment puissant et rapide survient en son sein. De tels champs récepteurs ont été identifiés dans les systèmes visuel, auditif et somatosensoriel. Ainsi, le champ récepteur d'un neurone du système visuel est la portion du champ visuel qui, lorsqu'on présente un stimulus lumineux en son sein, modifie la réponse de ce neurone.
Cette définition a été étendue à des espaces plus abstraits qui  décrivent les paramètres possibles d'une stimulation. Par exemple, certains neurones du système visuel ne sont excités que par certaines longueurs d'onde. On peut donc définir le champ récepteur d'un neurone comme le sous-ensemble des paramètres des stimulations qui modifient son activité. 
Le concept de champ récepteur a été étendu au système nerveux central : lorsque plusieurs récepteurs sensoriels transmettent leurs signaux à une cellule centrale, ils forment le champ récepteur de cette dernière. Par exemple, le champ récepteur d'une cellule ganglionnaire de la rétine est composé de tous les photorécepteurs qui l'influent. Un groupe de ces cellules va à son tour former le champ récepteur d'une cellule d'une région plus centrale du cerveau.
Plus les champs récepteurs sont petits et moins ils se recouvrent, plus la capacité de discrimination résultante est grande.

## Système auditif
Les champs récepteur des neurones du système auditif sont des sous-ensembles de l'espace auditif ou de l'espace des fréquences. Certains neurones ne sont excités que par certaines fréquences des sons. Pour mieux décrire encore le comportement de ces neurones, le champ récepteur spectro-temporel a été défini. Ce dernier permet de mettre en évidence quelle structure temporelle du spectre d'un son excite un neurone auditif. 

## Système somatosensoriel
Les champs récepteurs des neurones du système somatosensoriel sont des régions de la peau (ou d'organes internes). La taille de ces champs récepteurs est très variable : de quelques mm2 pour certains récepteurs du doigt, à plusieurs dizaines de cm2 pour ceux du dos, par exemple.
Ces champs récepteurs et les informations associées suivent une organisation somatotopique. Le système nerveux central contient une cartographie du corps reliée point par point avec chaque zone de l'organisme.